# Danay García
Danay García (født 5. juli 1984 i Havana på Cuba) er en cubansk skuespiller.
Hun har danset siden hun var 10 år, hun dansede ballet, salsa, afrikansk dans, merengue, belly dancing og flamenco. Senere blev hun model. Hun blev derefter skuespiller hvor hun debuterede i Prison Break. Hun bor nu i Mexico City med sin mand og to børn.
Hun har spillet med i to film, Danika og From Mexico with Love. Desuden har hun også været med i to serier, CSI: Miami og Prison Break.

## Eksterne link
- Danay García på Internet Movie Database (engelsk)
- Danay García på AlloCiné (fransk)
- Danay García på AllMovie (engelsk)
- Danay García på The Movie Database (engelsk)